# Циркуни (городище)
Городище «Циркуни» — пам'ятка археології національного значення, охоронний № 200029-Н, взятий під охорону держави Постановою КМУ № 928 від 03.09.2009.

## Датування
Кінець VI — перша половина III ст. до н. е.

## Площа
Загальна площа ≈3,5 га.
Головний двір (в південній частині пам'ятки) становить 1,25 га; перше передграддя: 1,39 га; друге передграддя: 1,0 га.

## Розташування
0,2 км на захід від південно-західного краю с. Циркуни Харківського району Харківської області та 0,15 км на північ від окружної автостради навколо м. Харків на одному з мисів правого корінного берега р. Харків. Зі сходу та заходу мис оточений глибокими ярами.

## Історія дослідження
Пам'ятку було відкрито у 1925 р. М. Фуксом та О. Потаповим. У 1950 р. Борисом Шрамком були проведені археологічні розвідки, а у 1951 р. знято інструментальний план та закладено 4 шурфи. Згодом (1952, 1961, 1962 рр.) ним же проведені незначні за обсягом розкопки. У 1989—1990 р. О. Є. Нікітіним були проведені розкопки, під час яких було виявлено пізньоскіфську садибу з житлом, два господарські комплекси та кілька господарчих ям. У 2005 р. городище досліджувала експедиція на чолі з Денисом Гречко. З 2007 р. і по сьогодні пам'ятку досліджує експедиція, яку очолює Костянтин Пеляшенко. Загальна досліджена площа ≈1600 м2, на якій виявлено кілька житлово-господарчих комплексів.

## Опис
Внаслідок проведених досліджень з'ясовано, що городище створювалося в два етапи. Перший етап відноситься до кінця VI — початку V ст. до н. е. В цей час невелика південна частина мису (площею 1,1 га)  була огороджена з півдня і півночі ґрунтовим валом зі ровом, який мав перетин подібний до трапеції. У другій період (не раніше кінця V ст. до н. е.) територія городища була збільшена до 2,3 га. В цей час колишній північний рів був засипаний, а на його місці створений новий вал. Також додатково на відстані 100 м від означеної лінії захисту були зведені дерево-ґрунтові лінії, які мали вже кільцеву систему. Окрім того, 40 м на північ від основної лінії укріплень, з напільного боку, збудовані додаткові вал і рів невеликих розмірів, що з'єднувалися з основною лінією оборони боковими валами, створюючи додатковий невеликий двір. На останньому культурний шар відсутній. Південний та північно-східний входи на городище були захищені додатковими системами «рів — вал».
Культурний шар має потужність 30–75 см, він слабо насичений знахідками ранньої залізної доби. Знахідки представлені фрагментами характерної ліпної кераміки (з орнаментом у вигляді наскрізних проколів під відігнутим вінцем, край якого іноді прикрашений косими відбитками прута чи пальцевими вдавленнями), залізними шлаками, мечем-акінаком, глиняними пряслами, зернотерками різного ступеню збереженості, глиняною культовою пластикою та керамікою, а також уламками сіроглиняного гончарного посуду та античних амфор кінця V — початку III ст. до н. е.

## Сучасне використання
Знаходиться під листяним природним та штучним лісом.